# Лисковская Слобода
Лисковская Слобода (бел. Ліскаўская Слабада) (до 1924 года Казённая Слобода) — деревня в Дворецком сельсовете Рогачёвского района Гомельской области Беларуси.

## География

### Расположение
В 21 км на запад от районного центра и железнодорожной станции Рогачёв (на линии Могилёв — Жлобин), 142 км от Гомеля.

### Гидрография
На западной окраине мелиоративный канал.

## Транспортная сеть
На автодороге Бобруйск — Гомель. Планировка состоит из прямолинейной широтной улицы, к которой на западе присоединяется прямолинейная меридиональноя улица. Застройка двусторонняя, деревянная, усадебного типа.

## История
Согласно письменным источникам известна с начала XIX века как селение в Тихиничской волости Рогачёвского уезда Могилёвской губернии. В 1850 году часть жителей составляли староверы. С 1880 года действовал хлебозапасный магазин. Согласно переписи 1897 года действовали школа грамоты, мельница, питейный дом. В 1909 году 496 десятин земли.
В 1925 году в Дворецком сельсовете Рогачёвского района Бобруйского округа. В 1930 году организован колхоз «Красный путиловец», работала кузница. Во время Великой Отечественной войны оккупанты в 1944 году сожгли деревню. 15 жителей погибли на фронте. Согласно переписи 1959 года в составе совхоза «Дворец» (центр — деревня Дворец).

## Население

### Численность
- 2004 год — 40 хозяйств, 92 жителя.

### Динамика
- 1850 год — 19 дворов, 137 жителей.
- 1881 год — 30 дворов, 212 жителей.
- 1897 год — 46 дворов, 381 житель (согласно переписи).
- 1925 год — 54 двора.
- 1940 год — 58 дворов.
- 1959 год — 223 жителя (согласно переписи).
- 2004 год — 40 хозяйств, 92 жителя.